# پتروفکا (کالینیسکی، شهرستان بیژبولیاکسکی، باشقیرستان)
پتروفکا (انگلیسی: Petrovka, Kalininsky Selsoviet, Bizhbulyaksky District, Republic of Bashkortostan) یک شهرک در شهرستان بیژبولیاکسکی باشقیرستان کشور روسیه است.